# Зелёные пастбища
«Зелёные пастбища» (англ. The Green Pastures) — американский фильм 1936 года, показывающий различные сюжеты из Библии с участием чернокожих актёров. Фильм был основан на книге англ. «Ol’ Man Adam An’ His Chillun» (возможный перевод — «Старена Одам и йиво детки», который более корректно показывает стиль названия, специально включающий орфографические ошибки. Фильм подвергся критике со стороны гражданских активистов в то же время, но после стал одним из шести лучших фильмов Голливуда той эпохи.

## Сюжет
Бог, небеса и несколько историй Ветхого Завета, включая Сотворение мира и Ноев ковчег, предположительно описаны с точки зрения чернокожих американцев, проживающих в сельской местности.

## В ролях
| Актёр                                   | Роль               |
| --------------------------------------- | ------------------ |
| Эбрам Гливс (англ.Abraham Gleaves)      | Архангел           |
| Эл Стокс (англ. Al Stokes)              | Каин               |
| Эдди Андерсон                           | Ной                |
| Энда Май Харрис (англ. Edna Mae Harris) | Зеба               |
| Фрэнк Вилсон (англ. Frank Wilson)       | Моисей             |
| Оскар Полк                              | Архангел Гавриил   |
| Марти Андерсон (англ. Myrtle Anderson)  | Ева                |
| Джордж Х.Рид (англ. George H. Reed)     | Мистер Дэшни/Аарон |
| Рекс Ингрэм                             | Адам/Хесдрел/Бог   |

## Съёмочная группа
Сценаристы — Роарк Бредфорд, Маркус Коннели, Шеридан Гибни
Режиссёры — Маркус Коннели, Уильям Кейли
Оператор — Хэл Мор
Композитор — Эрих Вольфганг Корнгольд
Художники — Стэнли Фляйшер, Аллен Саалберг, Мило Андерсон
Продюсеры — Генри Бланк, Хэл Б. Уоллис, Джек Л. Уорнер